# NGC 3079
إن جي سي 3079 مجرة حلزونية ضلعية في اتجاه كوكبة الدب الأكبر على بعد 50 مليون سنة ضوئية من الأرض.

## سمة بارزة
هناك سمة بارزة في هذه المجرة وهي «فقاعة» أو انتفاخ في قلب المجرة ويعتقد أن هذا الانتفاخ يبلغ عرضه حوالي 3000 سنة ضوئية وأنه يرتفع أكثر من 3500 سنة ضوئية فوق قرص المجرة. وأنه تشكل من قبل الجزيئات المتدفقة بسرعة عالية، والتي كانت بدورها ناجمة عن انفجار كبير في تكوين النجوم. ويعتقد أن هذه الفقاعة الحالية قد تشكلت قبل نحو مليون سنة، وتشير نماذج الكمبيوتر إلى أن هناك دورة مستمرة من الفقاعات يتم تشكيلها كل 10 ملايين سنة.

## وصلات خارجية
- HST: Burst of Star Formation Drives Bubble in Galaxy's Core
- Superwind Sculpts Filamentary Features - مرصد تشاندرا الفضائي للأشعة السينية
- Nemiroff، R.؛ Bonnell، J.، المحررون (22 أغسطس 2001). "The Bubbling Cauldron of NGC 3079". صورة اليوم الفلكية. ناسا.